# Binh đoàn số 3 (Phổ-Đức)
Binh đoàn số 3 (tiếng Đức: 3. Armee) là một biên chế đơn vị quân sự được thành lập trong thời gian ngắn trong Chiến tranh Pháp–Phổ. Nó được tạo thành từ các đơn vị quân đội của Phổ và các tiểu quốc Nam Đức, khiến nó trở thành binh đoàn toàn Đức đầu tiên trong lịch sử nước Đức.

## Thành lập
Sau Chiến tranh Áo – Phổ và việc thành lập Liên bang Bắc Đức, Thủ tướng Phổ Otto von Bismarck đã ký kết các hiệp ước liên minh phòng vệ với các tiểu quốc Nam Đức còn lại, cung cấp hành động chung trong trường hợp xảy ra xung đột với nước ngoài. Khi chiến tranh trở nên không thể tránh khỏi do bê bối từ bức mật điện Ems và lời tuyên chiến sau đó của Pháp, Binh đoàn số 3 của liên minh được thành lập để bổ sung cho các binh đoàn số 1 và số 2 của Phổ. Tổng tư lệnh của binh đoàn là Thái tử Friedrich Wilhelm của Phổ, tướng Leonhard von Blumenthal được bổ nhiệm làm Tổng tham mưu trưởng. Binh lực của Binh đoàn số 3 tính vào thời điểm sau khi bổ sung thêm Quân đoàn VI lên đến 153 tiểu đoàn (155.000 quân), 134 phân đội (19.800 kỵ binh) và 96 khẩu đội (576 pháo), với tổng hành dinh đặt tại Mannheim.

## Biên chế chủ lực ngày 1 tháng 8 năm 1870

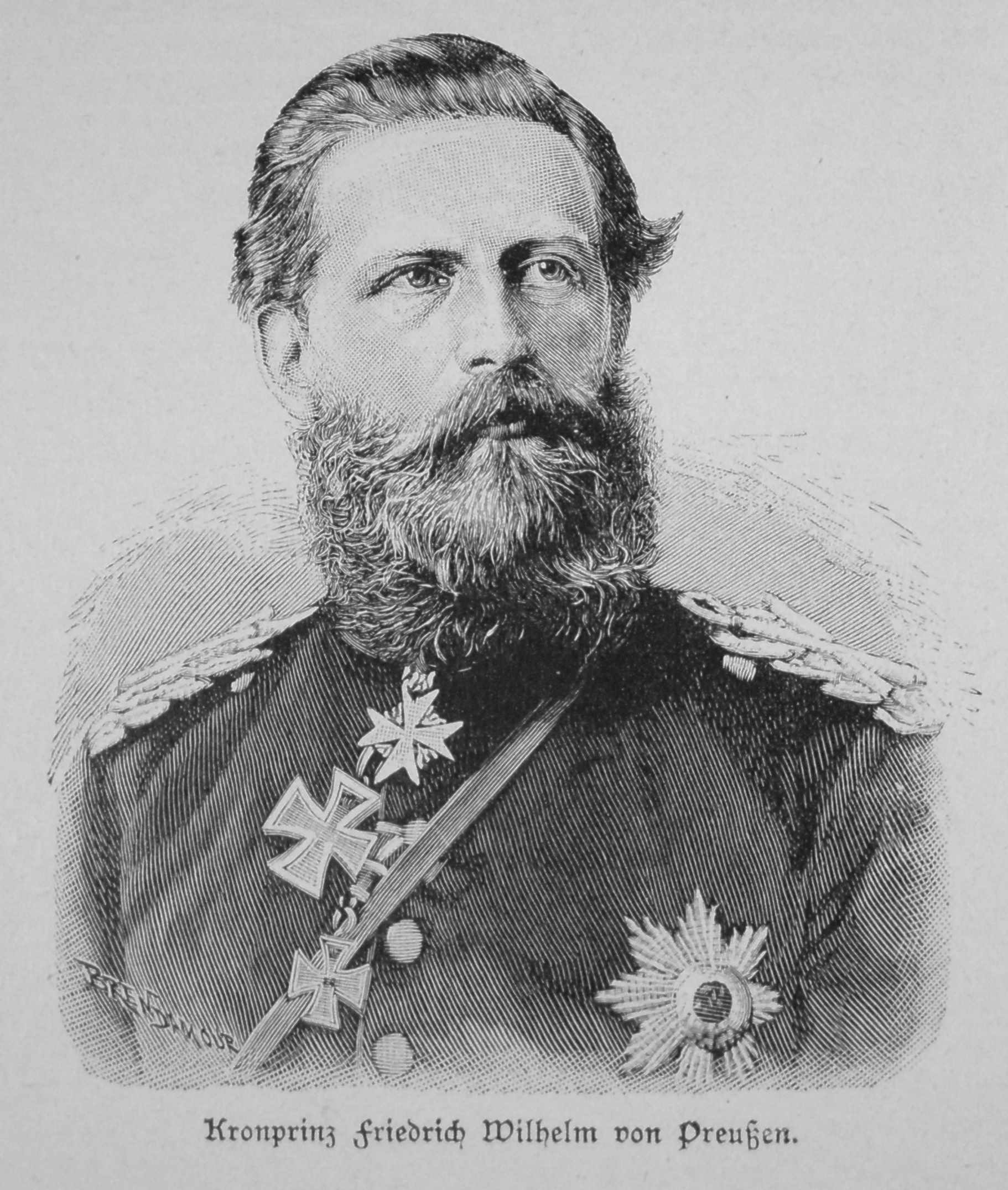
Tổng tư lệnh Binh đoàn, Thái tử Friedrich Wilhelm von Preußen

Quân đoàn V Phổ dưới quyền Trung tướng Hugo von Kirchbach
- Sư đoàn 9 bộ binh: Thiếu tướng Karl Gustav von Sandrart
- Sư đoàn 10 bộ binh: Thiếu tướng Christoph von Schmidt

Quân đoàn XI Phổ dưới quyền Trung tướng Julius von Bose
- Sư đoàn 21 bộ binh: Trung tướng Hans von Schachtmeyer
- Sư đoàn 22 bộ binh: Trung tướng Hermann von Gersdorff

Quân đoàn I Bayern dưới quyền Thượng tướng Bộ binh Ludwig von der Tann-Rathsamhausen
- Sư đoàn 1 Bayern: Trung tướng Johann Baptist Stephan
- Sư đoàn 2 Bayern: Trung tướng Karl Graf zu Pappenheim

Quân đoàn II Bayern dưới quyền Thượng tướng Bộ binh Jakob von Hartmann
- Sư đoàn 3 Bayern: Trung tướng Friedrich Wilhelm Walther von Walderstotten
- Sư đoàn 4 Bayern: Trung tướng Friedrich von Bothmer

Quân đoàn Württemberg-Baden dưới quyền Trung tướng August von Werder
- Sư đoàn Đại công tước Baden: Trung tướng Gustav von Beyer
- Sư đoàn Hoàng gia Württemberg: Trung tướng Hugo von Obernitz
- Sư đoàn 4 kỵ binh: Thượng tướng kỵ binh Vương tử Albrecht của Phổ
- Sư đoàn 2 kỵ binh: Trung tướng Wilhelm zu Stolberg-Wernigerode

Từ đầu tháng 9 năm 1870 Quân đoàn VI vẫn ở Silesia như một lực lượng dự bị vào đầu cuộc chiến để bảo vệ khỏi khả năng Áo tham chiến.
Quân đoàn VI Phổ dưới quyền Thượng tướng kỵ binh Wilhelm von Tümpling
- Sư đoàn 11 bộ binh: Trung tướng Helmuth von Gordon
- Sư đoàn 12 bộ binh: Trung tướng Otto Wilhelm von Hoffmann [1]

Tổng binh lực (gồm cả Quân đoàn VI): 153 tiểu đoàn, 134 phân đội và 96 khẩu đội (576 pháo) 

## Tham chiến

### Trận Weißenburg, Wörth và Beaumont

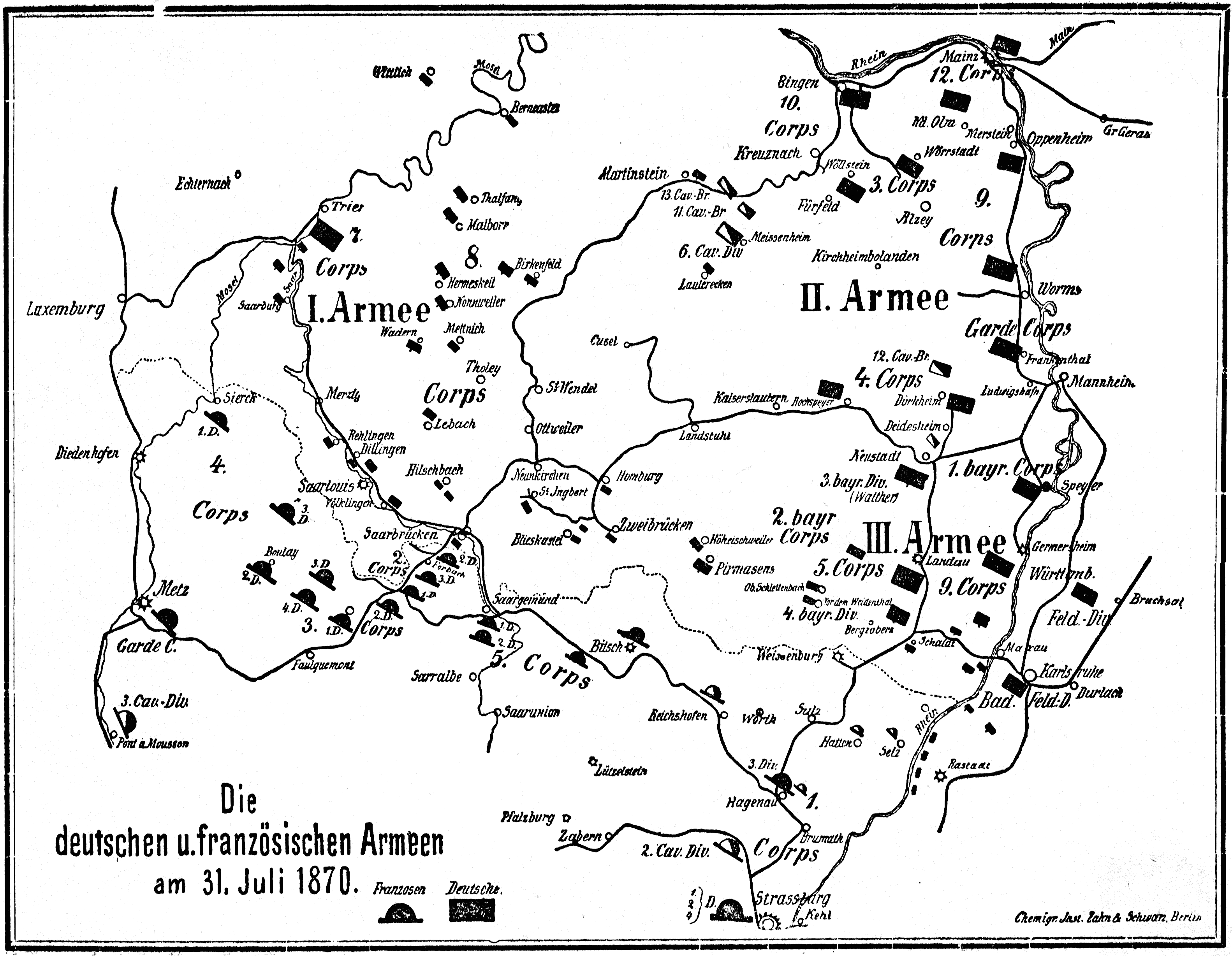
Bản đồ tác chiến liên quân Đức ngày 31 tháng 7 năm 1870.

Binh đoàn số 3 tham chiến lần đầu tiên với cuộc tấn công qua biên giới vào Alsace. Các quân đoàn I Bayern, quân đoàn V và XI, và Sư đoàn Württemberg tiến đánh khu vực giữa Germersheim và Landau, Quân đoàn II Bayern tiến công gần Bergzabern ở Pfalz của Bayern. Chỉ có sư đoàn Baden được giữ lại ở hữu ngạn sông Rhine gần Rastatt để có thể phản ứng nhanh trước một cuộc xâm lược có thể xảy ra từ Strasbourg trên đất Baden. Trong trận Weißenburg vào ngày 4 tháng 8 năm 1870, 22 tiểu đoàn Đức và 11 tiểu đoàn Pháp tham chiến. Quân Đức giành được chiến thắng trong trận chiến này một mặt là nhờ ưu thế về quân số và thực tế là chỉ huy quân Pháp, tướng Douay, dường như chưa chuẩn bị cho một cuộc chiến. Thái tử Frederick của Phổ tiếp tục cho binh đoàn tiến công theo hướng tây nam và chuyển tổng hành dinh đến Sulz.

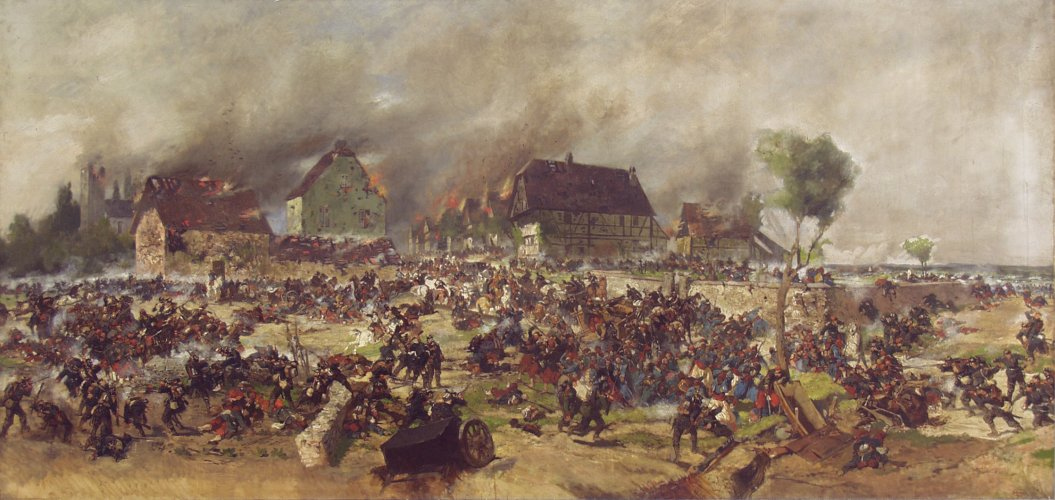
Tranh vẽ toàn cảnh trận Wörth

Chỉ huy quân chủ lực của Pháp, Thống chế MacMahon, đến ngày 5 tháng 8, đã cho quân Pháp chiếm lĩnh một vị trí vững chắc ở rìa cao phía tây của thung lũng lạch Sauer, trải dài từ Frœschwiller qua Reichshofen đến Görsdorf. Lúc 7 giờ sáng Trận chiến Wörth bắt đầu. Vào khoảng 8 giờ sáng, tướng von Kirchbach, tư lệnh Quân đoàn V của Phổ, đã ra lệnh ngừng chiến. Tuy nhiên, ông sớm phải tấn công trở lại, khi Quân đoàn II của Bayern tiến đến hỗ trợ. Kirchbach sau đó điều động Sư đoàn 9 dưới sự chỉ huy của tướng von Sandrart tiến vào tham chiến ở Wörth. Cùng lúc đó Quân đoàn XI của Phổ đã tiến hành tấn công ở cánh trái. Lúc 1 giờ chiều, Thái tử Friedrich đích thân chỉ huy chiến trường. Vào khoảng 1 giờ 30 chiều, Quân đoàn V của Phổ tấn công rìa phía tây của Sauer giữa Wörth và Frœschwiller, đồng thời kỵ binh Württemberg xuất hiện ở cánh trái và Quân đoàn XI của Phổ cũng phát động tấn công. Toàn bộ vùng rìa của Niederwald dần rơi vào tay quân Đức. Tướng von Bose điều toàn bộ dàn pháo binh ở tả ngạn Sauer để hỗ trợ cuộc tấn công của Quân đoàn V vào Frœschwiller. Tướng von Bose lần thứ hai bị thương nặng, tham mưu trưởng bị mất một con ngựa, Thiếu tướng von Schkopp nắm quyền chỉ huy trận chiến trong thời gian ngắn. Vào khoảng 3 giờ 15 chiều, quân Phổ tấn công Frœschwiller từ phía nam và phía đông. Chỉ khi vòng vây kép trở nên rõ ràng, Thống chế Pháp MacMahon mới ra lệnh rút lui qua Niederbronn đến Saverne. Quân Đức đã mất 10.642 người tại Wörth.
Sau khi mất dấu đối phương, Sư đoàn 4 kỵ binh dưới sự chỉ huy của Vương tử Albrecht của Phổ, đã tiến hành trinh sát khu vực Saar. Ngày 19 tháng 8, Binh đoàn số 3 được lệnh tạm dừng trên tuyến sông Meuse để cho các đơn vị của Binh đoàn sông Mass mới thành lập dưới sự chỉ huy của Thái tử Albert của Sachsen công kích. Sau khi nhận ra lực lượng chủ lực của Pháp đang tập trung tại Châlons, Binh đoàn số 3 được lệnh tiến tới Châlons; đồng thời, Binh đoàn sông Maas sẽ tiến xa hơn về phía bắc tới Paris. Đến ngày 24 tháng 8 năm 1870, quân Đức đã nhận được tổng cộng 150.000 quân tiếp viện, bù đắp cho những tổn thất trong vài tuần đầu tiên. Ngoài việc tăng cường quân số, Binh đoàn số 3 còn được bổ sung thêm Quân đoàn  VI dưới sự chỉ huy của tướng von Tümpling. Quân đoàn này cho đến ngày 6 tháng 8 vẫn ở Silesia để dự phòng cho một cuộc xung đột có thể xảy ra với Áo. Binh đoàn Châlons của Pháp tập trung ở Châlons, bắt đầu từ ngày 23 tháng 8, đã hành quân đến Reims với ý định tiếp tục đi qua Montmédy rồi dọc biên giới Bỉ để tiếp cận với Binh đoàn sông Rhin đang bị bao vây ở Metz. Ngày 26 tháng 8, cả hai binh đoàn của Đức bắt đầu rẽ sang phải và tiến về phía Binh đoàn Châlons. Tổng tham mưu trưởng của liên quân Đức, tướng Moltke, đã ra lệnh cho các quân đoàn V và XI tiến vào giữa Sedan và biên giới với Bỉ, đồng thời lệnh cho Binh đoàn số 3 hành quân chặn được quân Pháp rút về phía Mézieres. Ngày 25 tháng 8, Quân đoàn XI tiến đến phía nam sông Marne và tiếp theo đó là Quân đoàn V phải rẽ phải về hướng bắc tới Sainte-Menehould. Kết quả các cuộc hành quân của Binh đoàn số 3 của Đức đã đẩy binh đoàn của MacMahon tới biên giới Bỉ.
Ngày 27 tháng 8, Binh đoàn số 3 được lệnh tiến quân vào Damvillers và bảo vệ các điểm giao cắt Meuse tại Dun và Stenay. Ngày 30 tháng 8, Trận Beaumont diễn ra, hai binh đoàn Đức dần thu hẹp khoảng cách giữa họ và cuối cùng gặp nhau gần Beaumont, nơi Quân đoàn V của Pháp đóng quân, kiệt sức sau trận giao tranh ngày hôm trước và một đêm hành quân. Đồng thời, quân Pháp hoàn toàn bất ngờ khi bị Quân đoàn IV (Binh đoàn sông Mass)  tấn công ở cánh trái và Quân đoàn I Bayern (Binh đoàn số 3) tấn công ở cánh phải khi đang di chuyển. Quân Pháp bị mắc kẹt giữa 2 quân đoàn Đức, đã gắng sức phản công nhưng đều bị quân Đức đẩy lui. Về phía Đức, toàn bộ pháo binh của Quân đoàn IV, gồm cả các khẩu đội của Quân đoàn XII Sachsen và Quân đoàn Bayern hỗ trợ. Quân đoàn cận vệ Phổ tiến xa tới Beaumont; Giao tranh ác liệt xảy ra sau đó, kéo dài cho đến khi màn đêm buông xuống, quân Pháp bị đẩy lùi vào thung lũng Meuse. Không có phương tiện tổ chức để tự vệ, quân Pháp đã bị đánh lui với 5.700 người chết và bị thương, bị bắt 1.800 tù binh và mất hầu hết trang thiết bị. Tổn thất của quân Đức lên tới 3.400 người.

### Trận chiến quyết định tại Sedan

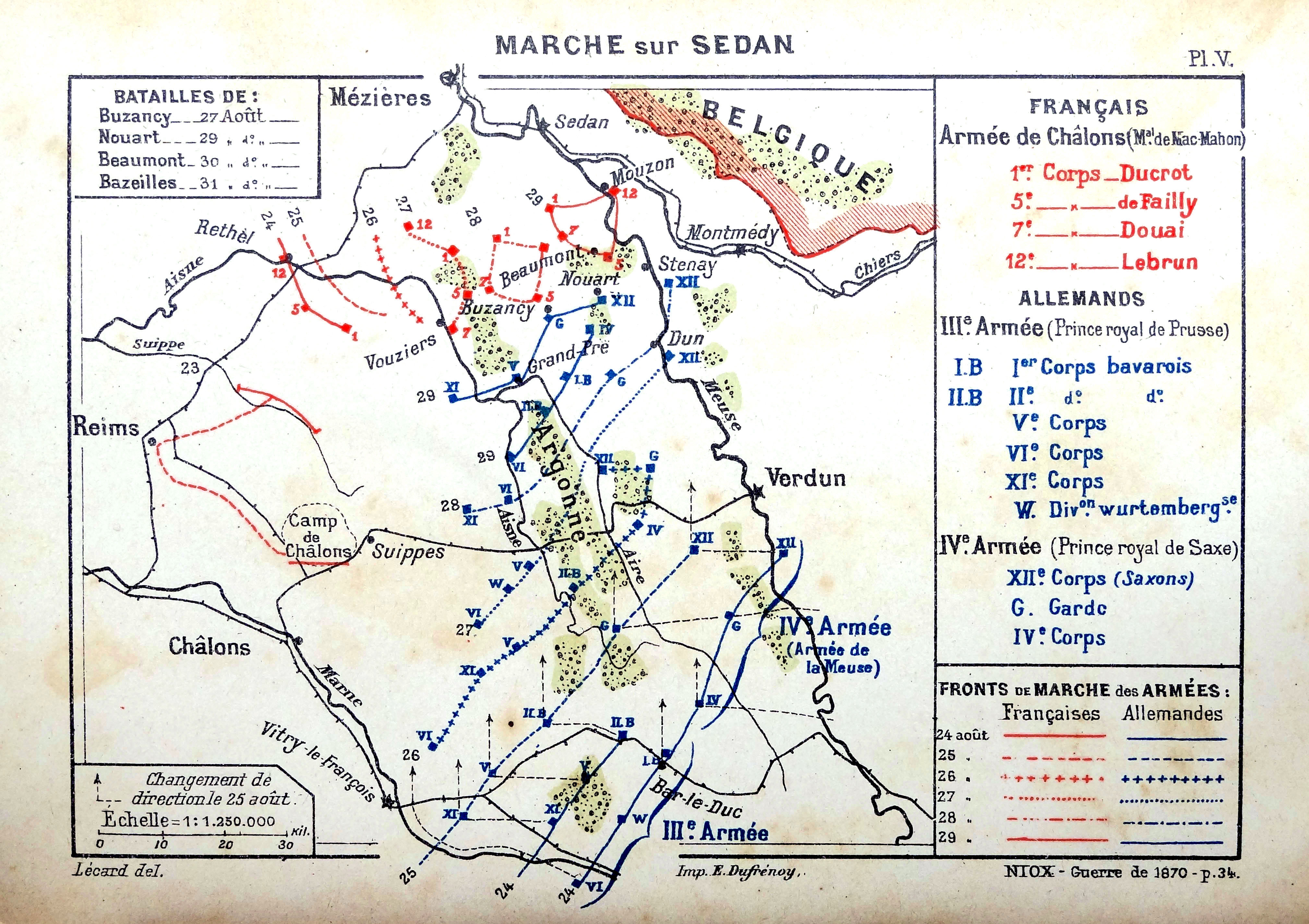
Phác thảo tác chiến cho Trận Sedan.

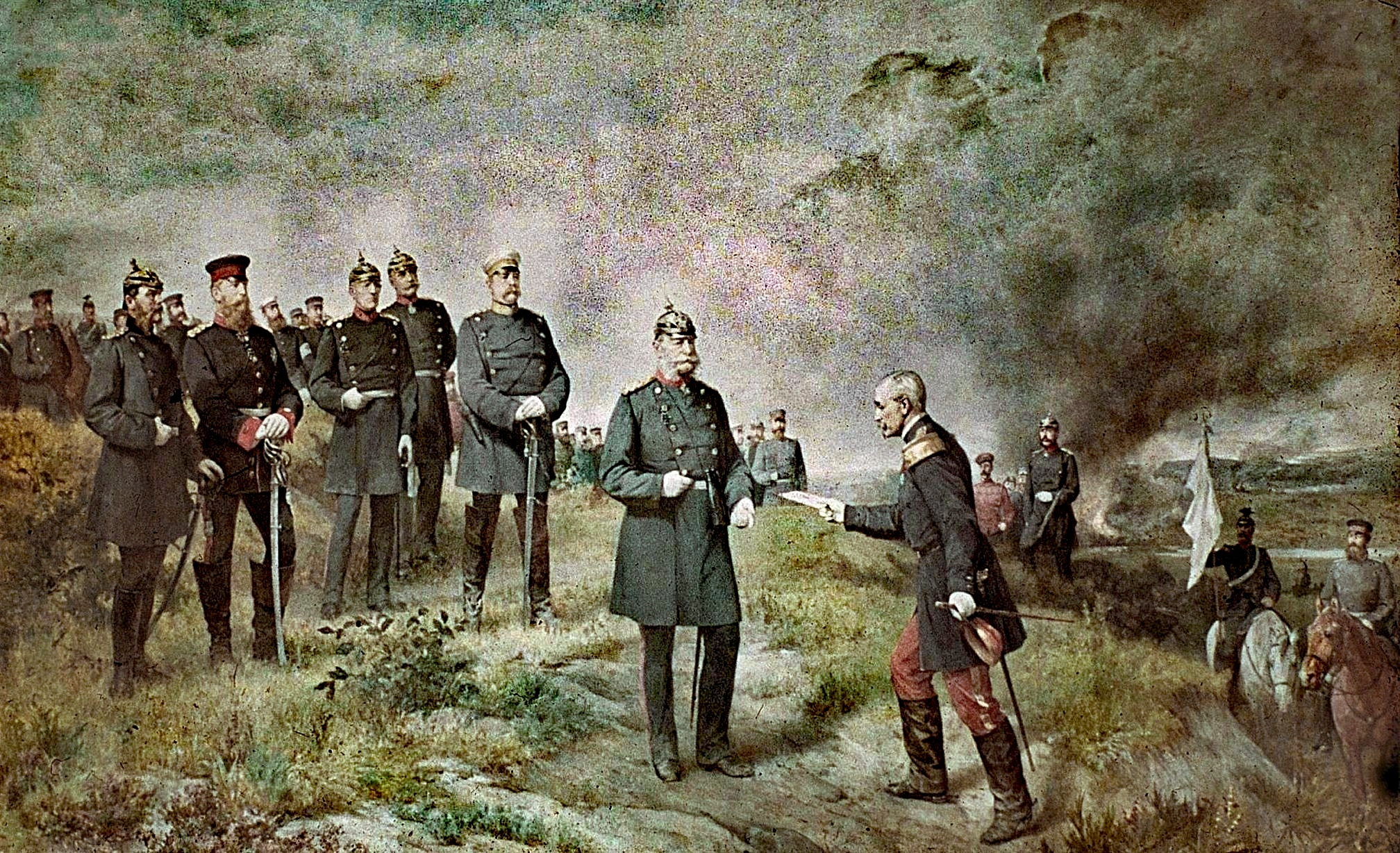
Tướng Pháp Reille đưa ra lời đề nghị đình chiến.

Ngày 31 tháng 8, Quân đoàn XI đã chiếm được trọng điểm Donchery trên sông Meuse và do đó kiểm soát hữu ngạn sông Meuse, cũng như tuyến đường sắt tới Mezieres. Đánh giá thấp sức mạnh và tốc độ của đội hình quân Đức, Mac-Mahon tin tưởng ở Sedan rằng ông có thể tập hợp quân đội của mình để tổ chức lại và bổ sung nguồn cung cấp. Vào buổi sáng ngày 1 tháng 9, Trận Sedan bắt đầu. Đầu tiên, các đơn vị của Quân đoàn I Bayern vượt sông Meuse lúc 4 giờ sáng và xâm nhập vào Bazeilles. Quân đoàn XI tiến đến lập trại ở thị trấn Floing. Quân đoàn V phong tỏa con đường dẫn ra khỏi Illy. Khi cao điểm bị chiếm, Sedan bị bao vây tứ phía. Cuộc tấn công vào Fond de Givonne đã đánh sập phòng tuyến của quân Pháp và quân Pháp rút lui hỗn loạn về pháo đài cũ của Sedan. Chi huy mới của Binh đoàn Châlons, tướng Wimpffen, cho rằng vẫn có khả năng tiến hành cuộc tấn công tập trung cuối cùng nhằm vào Balan từ pháo đài với phần binh lực còn lại của ông ta và đẩy lùi liên quân Đức tại đây. Tuy nhiên, liên quân Đức nhanh chóng phản công và tái chiếm lại được Balan. Vì các sĩ quan Pháp lúc này đã từ chối tuân lệnh Wimpffen và buộc ông ta phải tuân theo chỉ thị của Napoléon III rút lui về pháo đài. Tuy nhiên, đến 1 giờ sáng, những nỗ lực chung của Bismarck và Moltke đã thành công trong việc thuyết phục Wimpffen về sự vô ích của việc tiếp tục giao tranh, sau đó lệnh ngừng bắn được kéo dài đến 9 giờ sáng để hội đồng chiến tranh Pháp có thể đưa ra quyết định cuối cùng về việc có nên tiếp tục chiến đấu hay không, đầu hàng hay tiếp tục chiến đấu. Hội đồng chiến tranh đã họp lúc 7 giờ sáng ngày 2 tháng 9 và kết thúc bằng việc chấp nhận đầu hàng: Hoàng đế Pháp, 39 tướng lĩnh, 2.830 sĩ quan và 83.000 binh lính bị bắt làm tù binh. Sau chiến thắng tại Sedan, Quân đoàn I Bayern, dưới sự chỉ huy của tướng von der Tann, vẫn ở lại Sedan trong thời gian này để giám sát việc di chuyển tù nhân.

### Cuộc vây hãm Paris

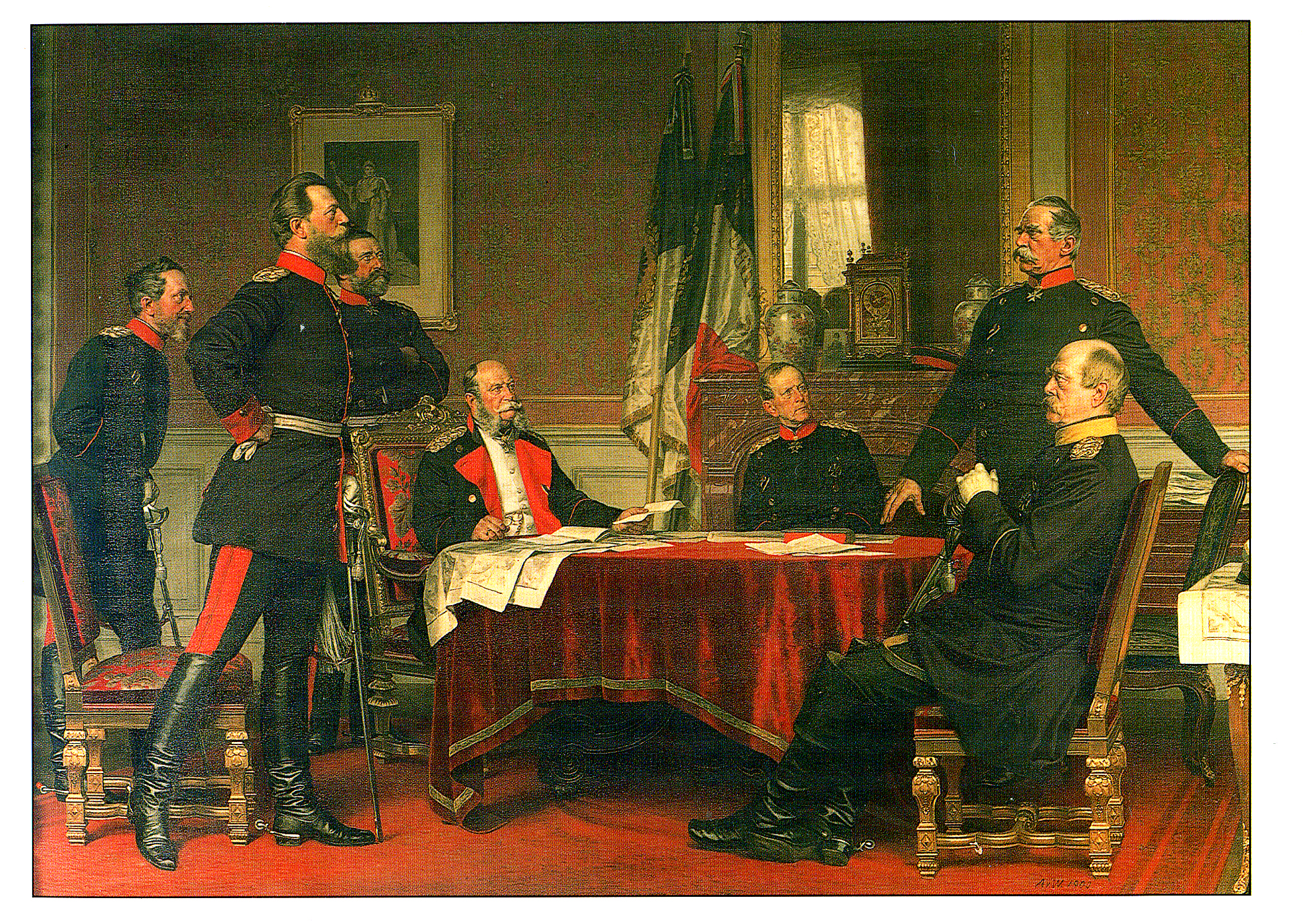
Trong Tổng hành dinh ở Versailles, Thái tử và Blumenthal đứng bên trái, Nhà vua và Moltke ngồi, Roon và Bismarck ở bên phải. Tranh của Anton von Werner.

Tại Paris, dưới áp lực của người dân, ngày 4 tháng 9 năm 1870, Đế chế bị bãi bỏ và nền Cộng hòa thứ ba được tuyên bố thành lập. Lực lượng quân Đức dưới quyền của các thái tử Phổ và Sachsen, sau khi kết thúc giao tranh tại Sedan, đã ngay lập tức hành quân đến Paris để có thể kết thúc chiến tranh bằng cách nhanh chóng chiếm thủ đô nước Pháp. Quân đoàn VI dưới sự chỉ huy của tướng von Tümpling đã có mặt ở Reims với tư cách là đội tiên phong. Trước đó, tướng Trochu đã được Napoléon bổ nhiệm làm Toàn quyền và người đứng đầu lực lượng phòng thủ Paris. Quân đoàn 13 của Pháp dưới sự chỉ huy của tướng Vinoy đã may mắn thoát khỏi thảm họa Sedan, đã hội quân và tham gia bảo vệ mặt trận phía nam của thành phố, giữa Créteil qua Sceaux đến Meudon. Ngày 10 tháng 9, phần lớn các đơn vị của Binh đoàn số 3 đã tiến đến phòng tuyến Dormans - Sézanne, trong khi Quân đoàn  VI vượt sông Marne tại Château-Thierry. Ngày 16 tháng 9, đạo quân dưới quyền Thái tử Albert của Sachsen đã tiến đến Nanteuil, Sư đoàn 5 kỵ binh có mặt tại Beaumont và Sư đoàn 6 kỵ binh đã tiến đến Saint-Denis, Bộ chỉ huy Đức cũng tiến về Meaux. Quân đoàn II Bayern dưới sự chỉ huy của tướng von Hartmann đã vượt sông Seine tại Corbeil, tuyến đường sắt giữa Paris và Orléans bị gián đoạn. Binh đoàn số 3 hành quân về phía nam Paris. Ngày 18 tháng 9, quân của Vinoy bất ngờ tấn công gần Villeneuve Saint Georges để bảo vệ kho tiếp tế ở đó, nhưng họ đã bị đẩy lùi bởi hỏa lực pháo binh của Quân đoàn V Phổ. Tướng Hugo von Kirchbach sau trận Sceaux, ngày 19 tháng 9 đã chiếm được Versailles. Quân đoàn II Bayern tiến đến Longjumeau và bố trí ở mặt trận phía nam trong những ngày tiếp theo trên cao nguyên Bicetre. Ở phía đông gần Villers.  Quân đoàn VI đã chiếm lĩnh được hai bên bờ sông Seine. Sư đoàn dã chiến Württemberg dưới sự chỉ huy của tướng von Obernitz cũng đã bảo đảm được các điểm giao cắt Marne tại Lagny và Gounay ở phía đông. Quân đội dưới quyền Thái tử Albert của Sachsen đóng chặt Paris ở phía bắc và phía đông, còn quân đội của Thái tử Phổ ở phía nam và phía tây. Đường phân chia giữa hai đạo quân bao quanh Paris, với tổng cộng 6 quân đoàn, hình thành nên tuyến bao vây ở cả bờ bắc và bờ nam sông Seine.
Tuy nhiên, trước tình hình đó, tướng Moltke lại không tỏ rõ động thái muốn tấn công thành phố. Ngay sau cuộc vây hãm Paris, người ta đã thấy rõ rằng người dân sẽ kiệt sức vì đói. Tướng Trochu cho phép Vinoy xuất kích từ mặt trận phía nam chống lại quân Đức. Tướng Vinoy phát động tấn công vào ngày 30 tháng 9 tại Chevilly với 20.000 binh sĩ, nhưng bị Quân đoàn VI đẩy lui. Ngày 13 tháng 10, Quân đoàn II Bayern bị đẩy lùi khỏi Châtillon, nhưng quân Pháp cũng buộc phải rút lui sau đó do áp lực hỏa lực của pháo binh và cuộc phản công của liên quân Đức. Từ ngày 10 đến 16 tháng 10, quân Đức nhận được tiếp viện đáng kể. Sư đoàn 17 sau khi công phá Pháo đài Toul thành công, đã được điều đến tăng viện, được bố trí giữa quân đoàn Bayern và Quân đoàn V tại Meudon và Sư đoàn Cận vệ Landwehr (do tướng von Löen chỉ huy) cũng đã tiến vào mặt trận tại St. Germain.

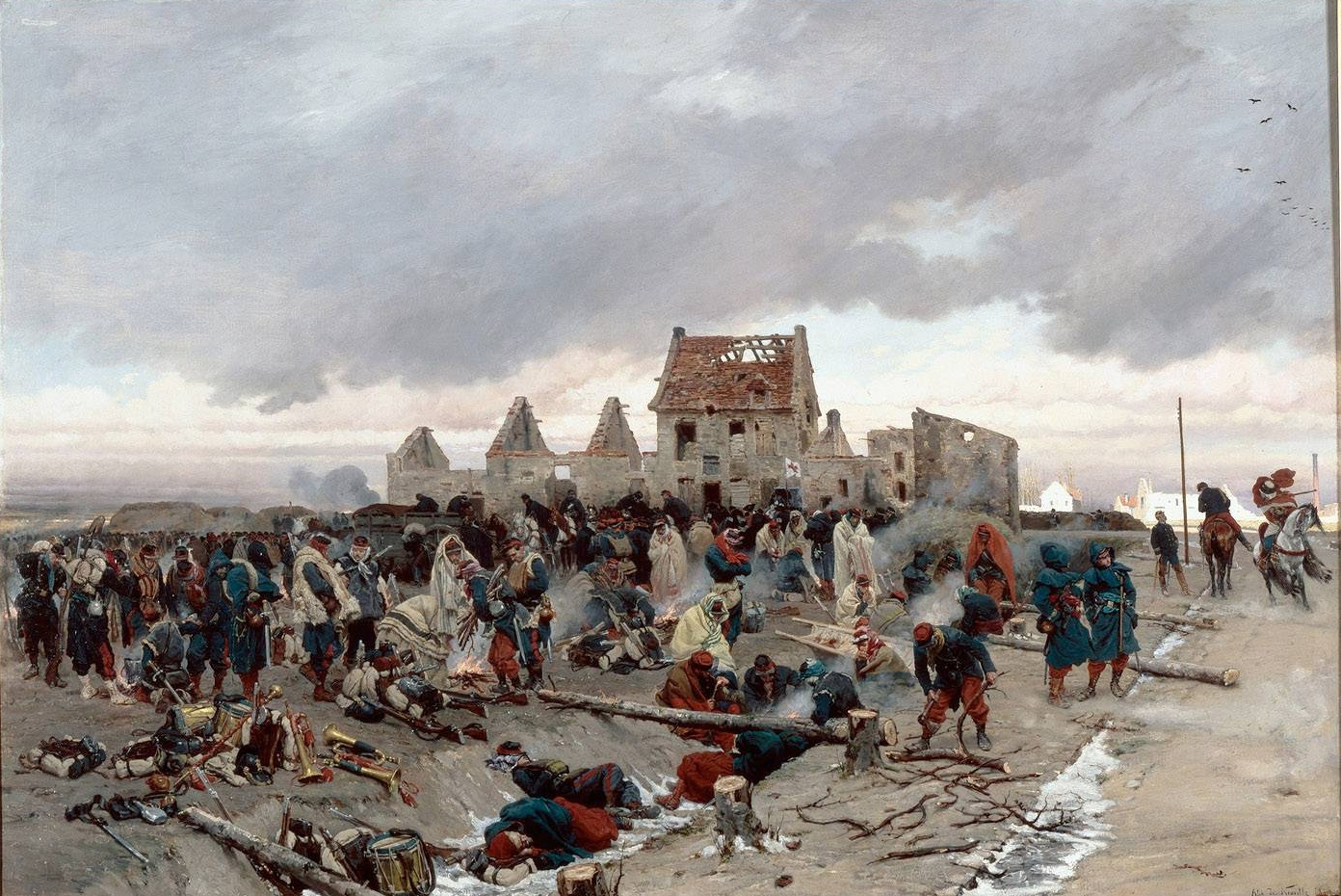
Trại quân Pháp gần Le Bourget, ngày 21 tháng 12 năm 1870.

Tướng Carrey de Bellemare, chỉ huy lực lượng phòng thủ khu vực phía bắc thành phố tại Saint-Denis, ngày 29 tháng 10, đã cho quân tấn công Vệ binh Phổ tại Le Bourget và chiếm lĩnh nơi này dù không nhận được lệnh. Tướng chỉ huy Sư đoàn 2 Vệ binh Phổ Rudolph von Budritzki không mấy quan tâm đến việc chiếm lại các vị trí nhỏ không quan trọng, nhưng Thái tử Albert đã ra lệnh cho ông phải tái chiếm lại vị trí này. Trong trận Le Bourget, quân Phổ đã chiếm lại được cứ điểm và bắt khoảng 1.200 tù binh Pháp. Ngày 19 tháng 1 năm 1871, khoảng 90.000 người chia thành ba cánh quân dưới sự chỉ huy của Trochus đã thực hiện nỗ lực cuối cùng để đột phá Buzenval gần tổng hành dinh của quân Phổ ở phía tây Paris. Quân Đức dễ dàng đẩy lùi cuộc tấn công từ Pháo đài Mont Valérien. Nỗ lực đột phá này đã cướp đi sinh mạng của hơn 4.000 quân Pháp, trong khi phía Đức chỉ thiệt hại 600 binh sĩ. Trochu từ chức thống đốc quân sự, giao quyền chỉ huy đơn vị đồn trú, vốn vẫn còn 146.000 người, cho tướng Vinoy. Bộ trưởng Favre vào ngày 24 tháng 1 đã đích thân đến Versailles và đàm phán các điều khoản đình chiến với Bismarck vào ngày 26. Cuộc bắn phá chấm dứt vào ngày 28 tháng 1 năm 1871. Hiệp ước đình chiến được ký kết, có hiệu lực ở Paris vào ngày 29 tháng 1 năm 1871.